# Котовиці (Любуське воєводство)
Котовиці (пол. Kotowice) — село в Польщі, у гміні Новоґруд-Бобжанський Зеленогурського повіту Любуського воєводства.
Населення — 411 осіб (2011).
У 1975-1998 роках село належало до Зеленогурського воєводства.

## Демографія
Демографічна структура станом на 31 березня 2011 року:
|          | Загалом | Допрацездатний вік | Працездатний вік | Постпрацездатний вік |
| -------- | ------- | ------------------ | ---------------- | -------------------- |
| Чоловіки | 214     | 57                 | 144              | 13                   |
| Жінки    | 197     | 54                 | 113              | 30                   |
| Разом    | 411     | 111                | 257              | 43                   |